# 寶特瓶

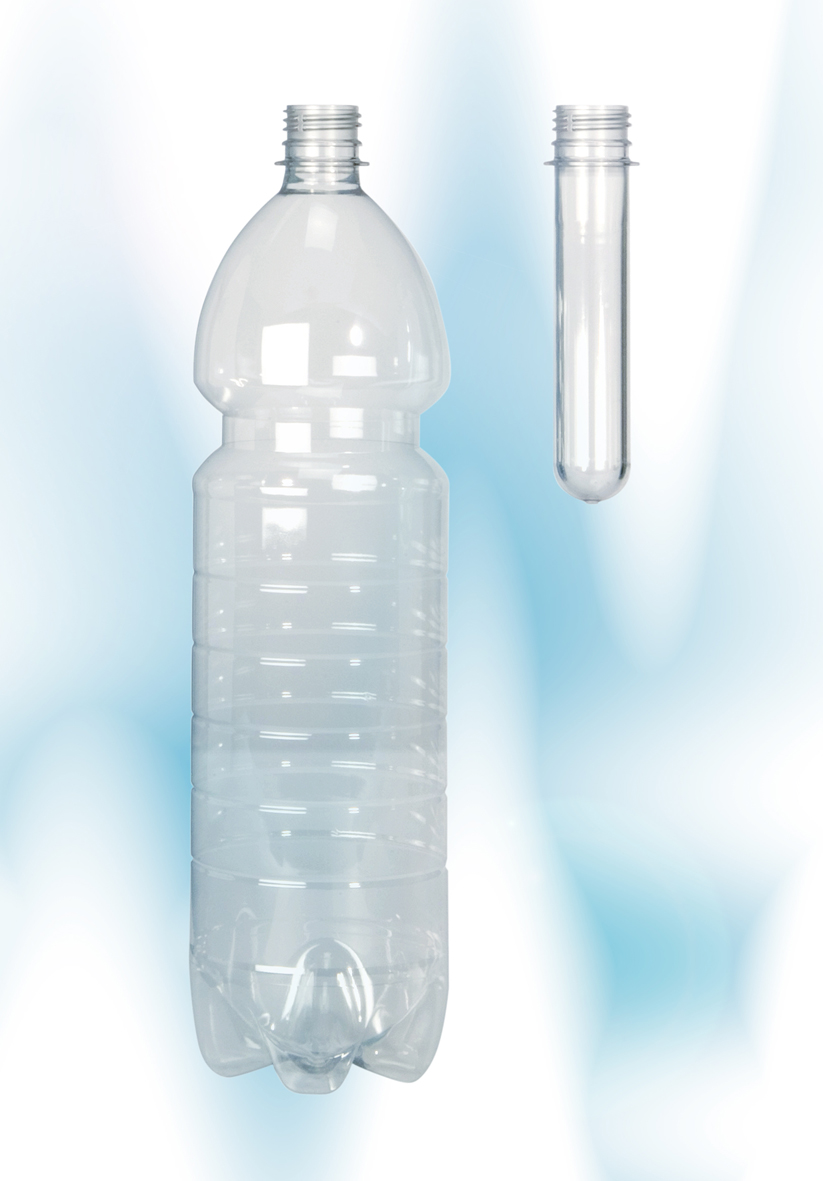
模形後（圖左）與模形前（圖右）的PET瓶。

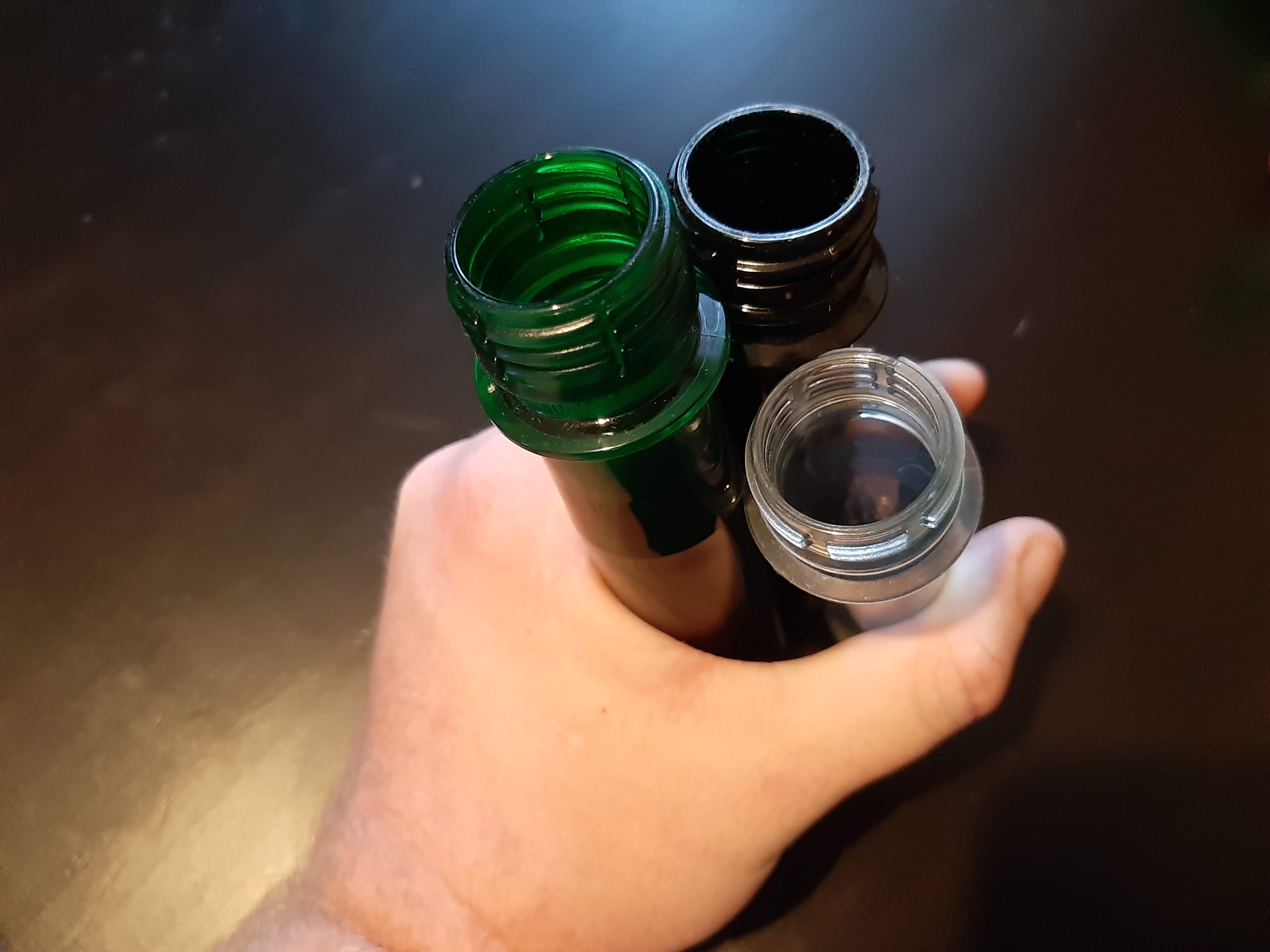
这些瓶坯在工厂加热然后吹起来

寶特瓶，亦寫作保特瓶，是一種常見的塑膠瓶，其中「寶特」是英語「PET」的音譯。PET是聚對苯二甲酸乙二酯（英文：Polyethylene terephthalate）的簡稱，為製造寶特瓶的原料。
1967年，任職於杜邦公司的納桑尼爾·惠氏（Nathaniel Wyeth）著手開發能夠裝填碳酸飲料的塑膠瓶，寶特瓶即是其研發成果，杜邦公司於1973年取得寶特瓶的專利。
寶特瓶具有韌性佳、質量輕、不透氣、耐酸鹼等特點，為裝填汽水、果汁、碳酸飲料等之常用容器。但寶特瓶的耐熱性低，所以不適合裝填高溫液體，也應避免放置在烈日下及日光曝曬的車內等高溫環境。寶特瓶使用後應該回收，不可隨意丟棄。
現代社會大量製造及使用寶特瓶，但寶特瓶無法自然分解，所以如何處理寶特瓶垃圾的問題成為現代社會所面臨的一大環保課題。由於寶特瓶可以回收再製與再利用，因此許多社會皆針對寶特瓶設有回收機制，寶特瓶亦為環保署重點回收項目。